# Сенчукова Наталія Валентинівна
Наталія Валентинівна Сенчукова (нар.. 25 жовтня 1970, Георгієвськ, Російська РФСР) — радянська і російська співачка, дружина соліста групи «Дюна» Віктора Рибіна.

## Біографія
Народилася 25 жовтня 1970 в родині військовослужбовців. 
Батько — Валентин Сенчуков, мати — Людмила Сенчукова. З п'яти років займалася в хореографічній школі. Закінчила хореографічне училище в Ставрополі, стала професійною танцівницею.
Потім переїхала з Георгієвська до Москви, де потрапила в колектив «Танцювальна машина» під керівництвом Володимира Шубаріна. Пропрацювавши в «Танцювальній машині» більше року, пішла звідти. Наступного року вона не змогла знайти постійної роботи.
На концерті «Звукової доріжки» в «Олімпійському» познайомилася з Віктором Рибіним з групи «Дюна». Рибін переконав її залишити роботу танцівниці. їздила разом з «Дюною» по гастролях і почала співати сама. Вона займалася з викладачем вокалу з ГІТІСу, який за рік поставив голос та дихання.
В 1991 році записала перший альбом «Все, що було» спільно з групою «Малина», але популярності він не отримав.
У 1994 році записала другий альбом «Ти не Дон Жуан». Пісні Наталії Сенчукової відрізняються м'якістю і ліричністю .

## Особисте життя
- Чоловік Віктор Рибін (нар. 21 серпня 1962) — співак, лідер групи «Дюна».
  - Син Василь Рибін (нар. 12 лютого 1999) займається карате[2], навчається у МДІКМ на режисера театральних вистав[3].

## Дискографія
- Все, що було (спільно з гр. «Малина») (1991)
- Ти не Дон Жуан (1994)
- Хай буде так (1994)
- Про любов нескінченно (1995)
- Згадай дитинство золоте (з Віктором Рибін, альбом пісень з мультфільмів, 1995)
- Mi Amor Sobre La Arena (акустика) (1995)
- Mi Amor Sobre La Arena (електроніка) (1996)
- Небо № 7 (1996)
- Океан любові (1997)
- Більше мені не дзвони (1998)
- Ні слова про кохання (з Віктором Рибін, 2000)
- Не плачте, дівчатка (містив реміксів на хіти 90-х років і кілька оригінальних пісень тих років, 2002)
- Я не твій пиріжок (2003)
- Почати спочатку (2009)
- Справа до ночі (з Віктором Рибін, 2009)
- Необхідність (2011)
- Закон тяжіння (з Віктором Рибін, 2013)
- Чудово! (із Віктором Рибін, 2017)

## Відеокліпи
- Ти не Дон Жуан (1994)
- Блюз Америка (1994)
- Човен (1994)
- Ти прийшла, любов (1995)
- Максим (1995)
- Не плачте, дівчатка (відомий також як «Бабине літо», 1996)
- Небо № 7 (1996)
- Десь на гарячому півдні (1997)
- Я поїду до тебе (1998)
- Більше мені не дзвони (1998)
- Ти сказала, повір (з Віктором Рибін) (1999)
- Ні слова про кохання (з Віктором Рибін) (2000)
- Дребедень (з Віктором Рибін) (2000)
- Вечір кольору індиго (2001)
- Ангел (2001)
- Кнопки (2002)
- Милий мій ботанік (з Віктором Рибін) (2004)
- Справа до ночі (з Віктором Рибін) (2008)
- Службовий роман (2009)
- Релаксація любов (2009)
- Все шоколадно (2010)
- Інша логіка (з Віктором Рибін) (2011)
- Для тебе (з Віктором Рибін) (2012)
- Хрестики-нулики (з Віктором Рибін) (2014)

## Фільмографія
- 2013 — Реальні пацани (у 5 епізоді) — мешканка Рубльовки (камео)

## Цікаві факти
- При показі Першим каналом церемонії вручення премії «Золотий грамофон» у 2009 році виступ Наталії з піснею «Службовий роман» було вирізано. Наприкінці зими 2010 року стало відомо про листі, відправленому Наталією до генерального директора каналу Костянтину Ернсту. Однак повний варіант церемонії в ефір так і не вийшов.
- В одному з випусків програми МузОбоз, що вийшов в середині 1995 року, оригінальна назва «Човен» було замінено на «Сумна пісенька».
- У 2002 році Наталія брала участь у новорічному випуску телегри «Російська рулетка», яку вів Максим Галкін.